# Joppolo Giancaxio
Joppolo Giancaxio ist eine Gemeinde im Freien Gemeindekonsortium Agrigent in der Region Sizilien in Italien.

## Lage und Daten
Joppolo Giancaxio liegt 16 Kilometer nördlich von Agrigent im Landesinneren. Hier wohnen 1059 Einwohner (Stand 31. Dezember 2023), die hauptsächlich in der Landwirtschaft arbeiten.
Die Nachbargemeinden sind Agrigent, Aragona, Raffadali und Santa Elisabetta.

## Geschichte
Die heutige Gemeinde wurde 1693 von Calogero Gabriele Colonna gegründet. Bis 1926 gehörte Joppolo Giancaxio zu Aragona, in diesem Jahr wurde die Gemeinde selbstständig.

## Sehenswürdigkeiten
Der Ort hat zwei Hauptstraßen, die Corso Umberto und die Via Progresso, die rechtwinklig zueinander stehen. Die Pfarrkirche stammt aus dem 18. Jahrhundert. Das Colonna-Kastell hat einen Turm und zinnengekrönte Mauern, es befindet sich in Privatbesitz.